# Kaziranga
Het Nationaal park Kaziranga (Assamees:কাজিৰঙা ৰাষ্ট্ৰীয় উদ্যান) is een nationaal park in de Indiase deelstaat Assam en wereldberoemd vanwege de Indische neushoorn. Het park werd geopend als reservaat in 1905 is 430 km² groot.
Het park maakt deel uit van ons Wereldnatuurerfgoed en staat sinds 1985 op de Werelderfgoedlijst.

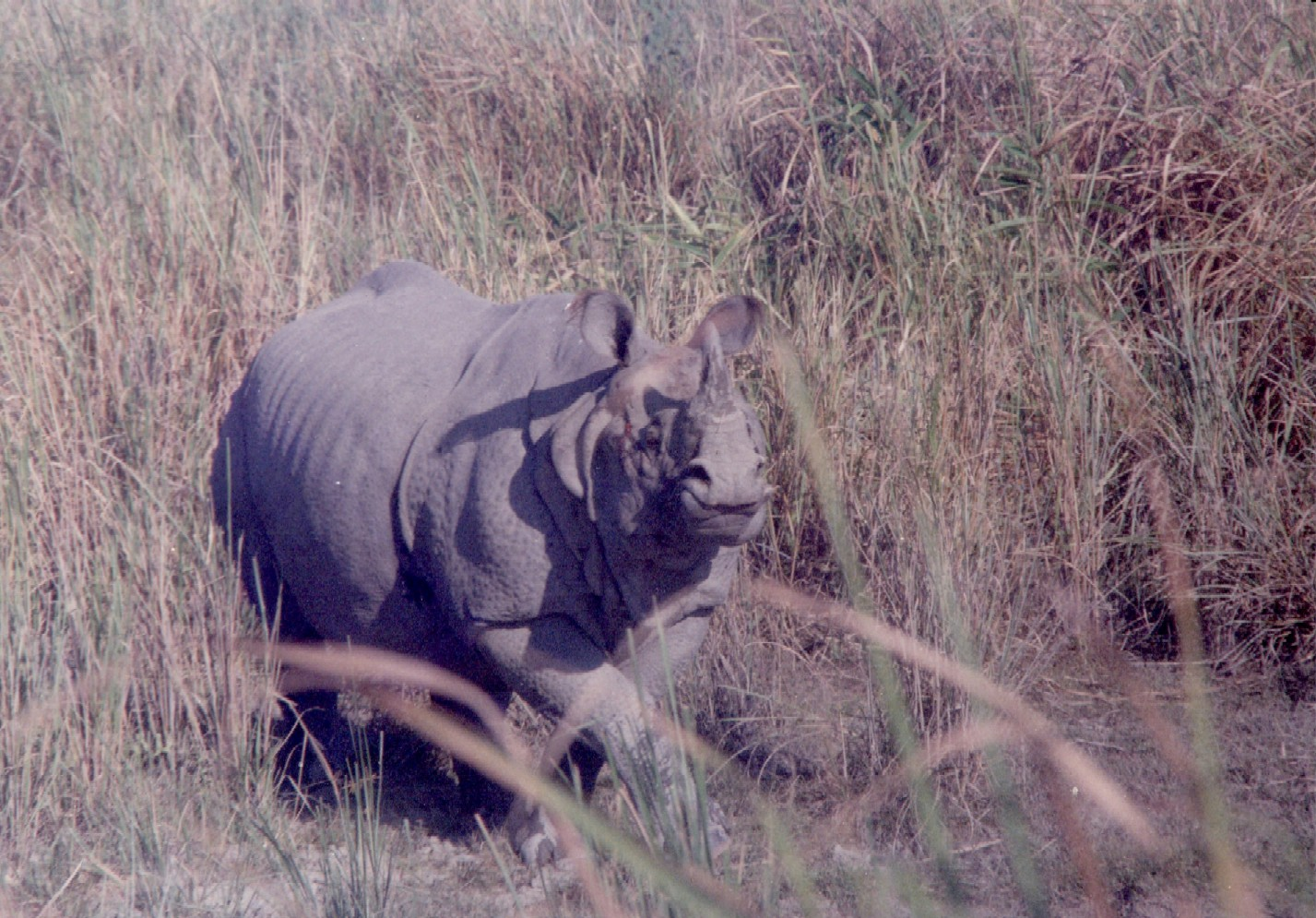
Een Indische neushoorn op weg in Kaziranga

In het park leven zo'n 15 diersoorten die op de lijst van bedreigde diersoorten staan. Zo zijn er de Indische neushoorn (rond de 1850), wilde Aziatische waterbuffel (rond de 1600), moerashert (rond de 470). Andere grote herbivoren zijn de Aziatische olifant (1900), gaur (30) en sambar (60). Kleinere herbivoren zijn de Indische muntjak, wild zwijn en varkenshert. Ongeveer 57% van de wereldpopulatie wilde waterbuffels leeft in het park.
In 2006 werd het park uitgeroepen als tijgerreservaat. In het park leven zo'n 86 Bengaalse tijgers (volgens de census van 2000), wat de hoogste dichtheid in de wereld is, één tijger per vijf km². Er komen ook Indische panters voor. Andere katachtigen zijn de vissende kat, moeraskat en de Bengaalse tijgerkat. Kleine zoogdieren zijn het zeldzame Bengaals konijn, Indische ichneumon, Indische mangoeste, Indische civetkat, rassé, Bengaalse vos, goudjakhals, lippenbeer, Chinees schubdier, Indisch schubdier, varkensdas, Chinese zonnedas en vliegende eekhoorns. Negen van de veertien primaten zijn te vinden in het park. In de rivieren zwemt de bedreigde Gangesdolfijn.